# Mecomma bradora
Mecomma bradora är en insektsart som beskrevs av Kelton 1960. Mecomma bradora ingår i släktet Mecomma och familjen ängsskinnbaggar. Inga underarter finns listade i Catalogue of Life.